# 폴란드 왕국
폴란드 왕국(폴란드어: Królestwo Polskie 크룰레스트보 폴스키에[*])은 1025년부터 1795년까지 오늘날의 폴란드 지역을 중심으로 존재한 왕국이다.

## 역사

### 피아스트 왕조시대(960년 ~ 1385년)

#### 초기(960년 ~ 1138년)
폴란드 왕국의 첫번째 왕조인 피아스트 왕조를 개창한 사람은 당시 폴란드 지역에 존재하던 치비타스 스키네스게의 공작이었던 미에슈코 1세이다. 960년에 그니에즈노에서 치비타스 스키네스게 공작으로 즉위한 미에슈코 1세는 966년에 가톨릭 국가인 보헤미아의 공주를 왕비로 맞아들이면서 피아스트 왕조를 개창하였다. 이후 미에슈코 1세는 가톨릭으로 개종하고 동시에 가톨릭을 폴란드의 국교로 지정하였으며, 수도인 그니에즈노에 가톨릭 선교를 위한 주교구를 설치하였다. 992년 미에슈코 1세가 사망하자 미에슈코 1세의 맏아들인 볼레스와프 1세 흐로브리가 제위에 오르게 되었다. 그의 제위 동안 폴란드는 국가 권력 기반을 공고히 하고 영토를 확장하였으며, 1024년에는 로마 교황으로부터 볼레스와프 1세 흐로브리가 공식적으로 폴란드의 국왕으로 인정받으면서 폴란드는 공식적인 왕국으로 인정받게 되었다. 이후 카지미에시 1세 때에는 그니에즈노 대신 크라쿠프가 새로운 수도가 되어 왕국의 정치적 중심지가 되었다. 그 후 볼레스와프 2세가 권력을 이어 받으면서 대외적으로 적극적으로 활동한 결과 체코에 바치던 조공을 중단하고 헝가리 왕국과 키예프 루스의 후계자 문제에 개입하였으며, 이 당시 교황과 신성 로마 제국 황제 사이의 갈등이 심화되었는데, 이때 볼레스와프 2세는 교황을 지지하는 동시에 교회의 개혁을 추진하였다. 볼레스와프 3세 시대에는 일인 통치 체제가 확립되었으며 이후 영토 확장에 주력하기 시작했다. 하지만 주변국과의 전쟁으로 인해 폴란드의 국력은 약화되었으며, 볼레스와프 3세는 형과의 권력투쟁에 시달리게 되었다. 이런 상황들은 이후 거의 200년 동안 폴란드를 끊임없는 내전에 휩싸이게 했던 분할 공국 시대의 문을 열게 한 계기가 되었다.

#### 중기(1138년 ~ 1320년)
볼레스와프 3세가 사망한 연도인 1138년부터 미에슈코 3세가 사망한 연도인 1202년 때까지 폴란드 왕가는 60여 년 동안 피비린내나는 권력 싸움으로 얼룩져 있었다. 거기서 연장자로서 대공의 지위를 물려받은 브와디스와프 2세는 자기의 처남뻘이 되는 독일 황제 콘라트 3세(Konrad Ⅲ)가 자기를 지원할 것을 믿고 폴란드 통일을 시도했으나 권력의 봉권적 지방분권화는 당시 중부와 동부유럽에서 하나의 역사적 추세였기 때문에 반발에 부딪히고 말았다. 1146년 포즈난 전투에서 패한 브와디스와프 2세는 독일로 망명하였고 그의 동생 고수머리 볼레스와프 4세가 권력을 장악하고 대공의 지위를 누리게 되었다. 볼레스와프 4세가 사망한 후 왕위를 계승한 미에슈코 3세는 중앙집권화 정책을 확립하려 노력했지만 대귀족들의 저항과 카지미에시 2세의 쿠데타로 변방으로 추방당하면서 실패하였으며 이후 권좌를 장악한 카지미에시 2세는 폴란드 왕국 내에서의 가톨릭 교회의 정치적 영향력을 약화시켰으며 연장자 우선 상속제도를 폐지했다. 그 결과 폴란드 왕국의 상황이 더 약화되는 것을 방지할 수 있었다.
그의 아들 레셰크는 크라쿠프 주교들의 지지를 받아서 왕좌에 올랐다. 이 시기부터 폴란드는 여러 소공국으로 분열되기 시작하여 통일성은 사실상 사라지게 되었지만 가톨릭 교회의 교구만은 정치적 핵분열 과정에도 영향을 받지 않고 그대로 유지되었기 때문에 폴란드 영토의 결속과 정신적 통일을 유지하는 데 대단히 중요한 역할을 떠맡게 되었다. 13세기 이후 소국분열 현상이 가장 두드러지게 나타나던 폴란드는 몽골의 침입까지 받으면서 일대 혼란을 빚게 되었다. 폴란드는 1241년 바투가 이끄는 몽골군의 침입을 받았고 이에 대응하였지만 레그니차 전투에서 패배하였고, 1241년 5월에는 수도인 크라쿠프가 함락되었다. 이후 몽골군이 동유럽에서 철수하면서 폴란드는 얼마 지나지 않아 독립을 쟁취할 수 있었지만 이후 튜턴 기사단이 폴란드 북부와 북동지방에서 약탈을 자행하여 전 국토가 황폐화되었고, 이로 인해 토지소유 형태도 변화하여 농촌은 공동화되었고 대농장의 출현이 촉진되었다. 이렇듯 폴란드의 정치혼란이 극에 달했을 무렵에 통일의 기운이 싹트기 시작했는데, 계속된 지역 분할로 폴란드 각 지역의 재산소유가 사실상 불가능해진 귀족들은 차츰 국내정치 안정에 관심을 가지게 되었다.

#### 후기(1320년 ~ 1385년)
여러 소공국으로 분열된 폴란드를 다시 하나의 왕국으로 통일한 인물은 피아스트 왕조 출신의 브와디스와프 1세였다. 브와디스와프 1세는 분열된 여러 폴란드 소공국들을 통합하여 1320년에 폴란드 왕국을 재건하였으며, 폴란드 지역으로 침공해 오는 튜턴 기사단의 침입을 격퇴하는 동시에 헝가리 왕국 등의 주변국들과 친밀한 관계를 구축하는 등 외교 활동에도 힘을 쏟았다. 브와디스와프 1세의 아들이자 피아스트 왕조의 마지막 왕인 카지미에시 3세때 폴란드 왕국은 전성기를 맞이하였는데, 그는 서유럽의 주변국들과 안정적인 외교 관계를 구축하였으며, 루테니아 지역의 상당 부분을 점령하는 등 영토를 확장하는 동시에 크라쿠프에 폴란드 최초의 대학인 야기에우워 대학을 건립하는 등 학문 진흥에도 힘을 쏟았다. 카지미에시 3세가 죽은 후 피아스트 왕조는 단절되었다.

### 야기에우워 왕조시대(1385년 ~ 1569년)
카지미에시 3세 사후 피아스트 왕조가 단절되면서 폴란드 왕국의 왕위는 헝가리 왕국의 왕인 러요시 1세에게 넘어갔으며, 그가 죽은 후인 1384년에는 러요시 1세의 딸인 야드비가가 폴란드 왕국의 여왕이 되었다. 이후 1385년에 야드비가가 리투아니아 대공국의 대공인 요가일라와 결혼함으로써 야기에우워 왕조가 탄생하였다. 야기에우워 왕조는 동유럽의 패권을 거머쥐었는데, 브와디스와프 2세 때에는 튜턴 기사단을 격파함으로써 발트해를 확보하였으며, 15세기의 카지미에시 4세 때에는 최전성기를 이룩하였다. 이후 1569년에 루블린 연합으로 인해 폴란드 왕국과 리투아니아 대공국의 동군연합 체제인 폴란드-리투아니아가 성립되었다.

## 같이 보기
- 피아스트 왕조
- 야기에우워 왕조
- 리투아니아 대공국
- 폴란드-리투아니아

## 참고 자료
- Małgorzata Duczmal, Jagiellonowie. Leksykon biograficzny, Kraków 1996.
- Stanisław Grzybowski, Dzieje Polski i Litwy (1506-1648), Kraków 2000. ISBN 83-85719-48-2
- Wojciech Dominiak, Bożena Czwojdrak, Beata Jankowiak-Konik, Jagiellonowie
- Marek Derwich, Monarchia Jagiellonów (1399-1586)
- Krzysztof Baczkowski, Polska i jej sąsiedzi za Jagiellonów
- Jasienica P., Polska Jagiellonów, Rzeczpospolita Obojga Narodów, Warszawa 1963–1972.